# Scottish League One 2021/22
Die Scottish League One wurde 2021/22 zum 9. Mal als dritthöchste Fußball-Spielklasse der Herren in Schottland ausgetragen. Die Liga wurde offiziell als cinch League One ausgetragen und war nach der Premiership, Championship und vor der League Two eine der vier Ligen in der 2013 gegründeten Scottish Professional Football League. Gefolgt wurde die League One von der League Two.
Die Saison wurde von der Scottish Professional Football League geleitet und ausgetragen und begann am 31. Juli 2021. Die Spielzeit endete mit dem 36. Spieltag am 30. April 2022.
In der Saison 2021/22 traten zehn Klubs in insgesamt 36 Spieltagen gegeneinander an. Jedes Team spielte jeweils zweimal zu Hause und auswärts gegen jedes andere Team.

## Vereine
| Verein           | Stadt       | Stadion                    | Kapazität |
| ---------------- | ----------- | -------------------------- | --------- |
| Airdrieonians FC | Airdrie     | Excelsior Stadium          | 10.101    |
| Alloa Athletic   | Alloa       | Recreation Park            | 03.100    |
| FC Clyde         | Cumbernauld | Broadwood Stadium          | 08.086    |
| Cove Rangers     | Cove Bay    | Balmoral Stadium           | 02.602    |
| FC Dumbarton     | Dumbarton   | Dumbarton Football Stadium | 02.020    |
| FC East Fife     | Methil      | Bayview Stadium            | 01.980    |
| FC Falkirk       | Falkirk     | Falkirk Stadium            | 07.937    |
| FC Montrose      | Montrose    | Links Park                 | 04.936    |
| FC Peterhead     | Peterhead   | Balmoor Stadium            | 03.150    |
| FC Queen’s Park  | Glasgow     | Hampden Park               | 51.866    |

## Abschlusstabelle
| Pl. | Verein              | Sp. | S  | U  | N  | Tore    | Diff. | Punkte |
| --- | ------------------- | --- | -- | -- | -- | ------- | ----- | ------ |
| 1.  | Cove Rangers        | 36  | 23 | 10 | 3  | 073:320 | +41   | 79     |
| 2.  | Airdrieonians FC    | 36  | 21 | 9  | 6  | 068:370 | +31   | 72     |
| 3.  | FC Montrose         | 36  | 15 | 14 | 7  | 053:360 | +17   | 59     |
| 4.  | FC Queen’s Park (N) | 36  | 11 | 18 | 7  | 051:360 | +15   | 51     |
| 5.  | Alloa Athletic (A)  | 36  | 12 | 9  | 15 | 049:570 | −8    | 45     |
| 6.  | FC Falkirk          | 36  | 12 | 8  | 16 | 049:550 | −6    | 44     |
| 7.  | FC Peterhead        | 36  | 11 | 9  | 16 | 046:510 | −5    | 42     |
| 8.  | FC Clyde            | 36  | 9  | 12 | 15 | 039:620 | −23   | 39     |
| 9.  | FC Dumbarton        | 36  | 9  | 7  | 20 | 048:710 | −23   | 34     |
| 10. | FC East Fife        | 36  | 5  | 8  | 23 | 031:700 | −39   | 23     |

Platzierungskriterien: 1. Punkte – 2. Tordifferenz – 3. geschossene Tore

| Zum Saisonende 2021/22: |

| Zum Saisonende 2020/21: |                                                 |
| (A)                     | Absteiger aus der Scottish Championship 2020/21 |
| (N)                     | Aufsteiger aus der Scottish League Two 2020/21  |

## Relegation
Teilnehmer an den Relegationsspielen sind der Neuntplatzierte aus der diesjährigen League One, der FC Dumbarton, sowie drei Mannschaften aus der League Two, Forfar Athletic, Annan Athletic und Edinburgh City. Die Sieger der ersten Runde spielen in der letzten Runde um einen Platz für die folgende Scottish-League-One-Saison 2022/23.
Erste Runde
Die Spiele wurden am 3. und 7. Mai 2022 ausgetragen.
|                | Gesamt |                 | Hinspiel | Rückspiel |
| -------------- | ------ | --------------- | -------- | --------- |
| Edinburgh City | 5:2    | FC Dumbarton    | 4:1      | 1:1       |
| Annan Athletic | 2:1    | Forfar Athletic | 1:0      | 1:1       |

Zweite Runde
Die Spiele werden am 10. und 13. Mai 2022 ausgetragen.
|                | Gesamt |                | Hinspiel | Rückspiel |
| -------------- | ------ | -------------- | -------- | --------- |
| Edinburgh City | 3:2    | Annan Athletic | 2:0      | 1:2       |